# Annetta
Annetta é uma cidade  localizada no estado norte-americano do Texas, no Condado de Parker.

## Demografia
Segundo o censo norte-americano de 2000, a sua população era de 1108 habitantes. 
Em 2006, foi estimada uma população de 1252, um aumento de 144 (13.0%).

## Geografia
De acordo com o United States Census Bureau tem uma área de 
5,7 km², dos quais 5,6 km² cobertos por terra e 0,1 km² cobertos por água. Annetta localiza-se a aproximadamente 277 m acima do nível do mar.

## Localidades na vizinhança
O diagrama seguinte representa as localidades num raio de 8 km ao redor de Annetta. 